# SEKIRO: SHADOWS DIE TWICE
『SEKIRO: SHADOWS DIE TWICE』（セキロ：シャドウズ ダイ トゥワイス）は、2019年3月22日にPS4、Xbox One、Windowsで発売されたアクションアドベンチャーゲーム。開発および販売はフロム・ソフトウェア。海外での販売はアクティビジョンが担当する。キャッチコピーは「隻腕の狼、戦国に忍ぶ」。略称は「SEKIRO」、「隻狼」。

## 概要
『DARK SOULS』『Bloodborne』の開発スタッフによる、一人プレイ用和風アクションアドベンチャーゲーム。
舞台は1500年代後半、戦国時代末期の日本で、プレイヤーは主人公である隻腕の忍者「狼（おおかみ）」を操作してゲームを進めていく。タイトルの「SHADOWS DIE TWICE」は「影は二度死ぬ」を意味し、常に死の危険が伴う「忍び」の戦いと、死亡しても一度だけ生き返ることができる本作の「回生」システムなどを表している。
本作のゲームデザインは、かつてフロム・ソフトウェアが開発や販売を行った『ダークソウル』などの「Soulsborne」シリーズと『天誅』シリーズの要素を組み合わせたようなシステムとなっており、緊張感のある剣戟アクションや「忍殺」による一撃必殺、「鉤縄」による縦・奥への移動を絡めたフィールド探査などが特徴となっている。また本作のディレクターは『ダークソウル』同様、現フロム・ソフトウェア代表取締役の宮崎英高が務めており、リトライを繰り返しながらゲームを攻略してゆく「死にゲー」とも呼ばれる難易度の高さも健在である。
累計販売本数は2023年9月時点で1000万本（ダウンロード版含む）を突破している。国内外問わず様々なゲームアワードを受賞およびノミネートし、2019年のゲーム・オブ・ザ・イヤーにも選ばれるなど高い評価を得ている。
IPはフロムソフトウェアが所有しており、日本向けの販売をフロムソフトウェアが、海外向けの販売をアクティビジョンが担っている。

## プロローグ
1500年代後半、戦国時代末期の日本におけるとある北国が舞台となる。「剣聖」葦名一心による国盗り戦から二十余年の時が経ち、かつて急伸の如く栄えのあった葦名の国は、時代の流れとともに存亡の危機に瀕していた。国を興した一心は病に伏し、隙を突くかのように強大な内府軍が押し寄せる。一心の孫である葦名弦一郎は、この窮状から脱するため、不死（しなず）の力「竜胤（りゅういん）」を手にしようと、その御子である九郎を幽閉する。
九郎の唯一の臣である忍び「狼」は、3年前の襲撃にて九郎を守ることができず、井戸底で無為に生きていた。その折、何者かによって文が落とされ、かつて引き離された主の在所を知らされる。『命を賭して守り、奪われたら必ず取り戻せ』、忍びの掟に従い、狼は復讐を果たすため立つ。

## ゲームの特徴
難易度
過去のSoulsborneシリーズがそうであったように、本作もまた近年のビデオゲームの内でも非常に高い難易度を誇る。主人公である狼は熟達した忍びであるが、敵は体躯に於いて上回る侍や怪物が大半で、狼よりも攻撃力も耐久力も高い。力で劣る狼が正面から闇雲に攻撃を仕掛けても勝つことは難しく、相手の動作をよく観察して勝機を伺う必要があるのだが、集中力が途切れれば一瞬で死に至るシビアなゲームバランスとなっている。特に強者は戦闘中でも攻撃方法を変化させるため、初見では不意の死が続発しがちである。学習の機会が乏しいまま向き合わざるを得ない場面が多いこともそれに拍車をかけている。なお、『WIRED』によると「そこでは小手先の技や隙を伺う姿勢は通用しない。相手を倒す唯一の方法は、不退転の決意で正面から戦うことだけだ。」と評価している。また本作は完全シングルプレイゲームであるため、過去のSoulsborneシリーズのようにオンラインで協力を得ることが出来ず、とりわけプレイヤースキルが問われる作風となっている。
一方で回数に限りはあるが、狼は後述する「回生」の力で死亡しても１度だけその場で蘇ることができる。本作の難易度の高さはある程度狼が死亡することを前提にした上で設定されている。
幾つかのメディアサイトは本作のレビューを執筆するに当たり、この難易度の高さをやはり「過酷」としつつ、やりがいの高さに繋がると肯定的に捉えている。
『PC Gamer』の記者はあまりの難易度からチートツールを用いてクリアしたことを報告して物議を醸し、それに対してネットユーザーから寄せられた「You cheated not only the game, but yourself（お前はゲームだけでなく己自身も欺いた）」というコメントがネットミーム化するなど、とりわけ難易度の高さが話題になった。
強化・ヒント要素
通常敵との戦闘で得られるスキル経験値や銭（所持金）、探索で獲得したアイテム等で、スキルでの戦闘行動の多様化を施す他、「義手忍具」に探索によって見つけた特殊道具を組み込み特殊攻撃の種類の追加、忍具や一部のスキル・アイテムで使用する「形代」（かたしろ）の補充、その他使い捨てアイテムで狼を一時的に強化・補助することによって、戦闘での立ち回りを優位にすることもできる。ただし、体力・攻撃力のステータスに関してはボス級の敵との戦闘での勝利を経ることが基本であり、進行度に応じた最低限度の量しか確保されない。攻略においては、「聞き耳」を立てることで情報を引き出すこともできる。
チェックポイント
各フィールドではチェックポイントに当たる「鬼仏」が各所に設置されており、死亡した場合は基本的に最後に立ち寄った鬼仏から再開する。必要に応じて他の鬼仏への転移移動や、上記のスキル強化、所持数限界時に獲得した形代のストックの取り出しなどもここで行う。
エンディングの分岐と周回
プレイヤーの選択によって登場人物たちの命運が変わる他、最終的には4種のエンディングに分岐する。最終ボスを倒したデータであれば、別のエンディングを見るための「次の戦い」を何時でも始めることができる。
これは強化した体力や忍具の収集を引き継げる、いわゆる「強くてニューゲーム」であるが、周回を重ねれば敵の攻撃力・防御力はやや強化されていき、8周目にその最大を迎える。
忍殺
『天誅』シリーズから継承されたゲームシステム。無防備な相手に忍び寄り一瞬で致命傷を与えて即死させる、本作の基本となるアクション。
基本的には、狼の存在に気付いていない非戦闘状態の相手にのみ有効で、相手の背後や頭上などから接近し、忍殺の射程範囲内に入った状態でボタンを押すことで発生する。逆に狼の存在に気付き、構えを取っている相手には仕掛けることはできないが、後述する「体幹」を削りきり体勢を崩すことでも使用することができる。
忍殺が決まれば、回生が再び行えるようになる他、並の敵なら相手の体力に関わらず一撃で倒すことができる。しかしボス級の敵は体力のストックを複数持っているため、忍殺を複数回決めなければ倒すことできないうえ、体力ストックが減るごとに攻撃方法が変化していく。
体幹
本作に登場する敵の多くは防御に長け、易々とその身を斬らせてはくれない。しかし、「体幹」を削り切ることで姿勢を崩せば前述した「忍殺」ができるようになる。
体幹自体は狼と敵の双方に設定されており、相手の攻撃をガードすることで双方の体幹ゲージが黄色で埋まっていき、最大に達することで姿勢を崩す。
単純なガードでも多くの攻撃は防げるが、この場合では敵よりも狼の体幹が大きく削れていく。しかし、攻撃を受ける直前でガードを行うと「弾き」になり、敵の体幹を効率よく削る。強敵との戦いでは弾きの成功率を上げていくことが勝利への王道となる。
弾きの成功のほか、攻撃を敵に当てる・防がせることでも（多少ではあるが）体幹を削ることができる。狼と敵は双方とも体力の減少に比例して体幹の回復が遅くなる他、ある程度待ち時間を与えると一気に体幹を回復させる手段も用意されているため、適度にこちらから攻めに行く必要性を与えている。
いわゆるチャンバラ的な刀同士の打ちあいを意識し、緊張感のある攻守をもたらすシステムでもある。特にボス敵との戦いでは、仕様上でも攻略上でも体幹を削りきっての忍殺で倒すことが必須の設計となっている。
「弾き」は一見非常にシビアだが、直前ガードに類するアクションゲームのシステムの中では、入力判定が比較的ゆるく取られており、意識が適切に向いていれば連続攻撃を弾ききることもそこまで難しくない場合が多い。
また、特定の敵は体幹を大きく削ることのできる方法が用意されており、その多くは対応する特定の義手忍具を使用することになる。
危険攻撃
敵によっては突き攻撃、下段攻撃、掴み攻撃といったガード（長押し防御）や弾きが不可能な強力な攻撃を折り混ぜてくる。
突き攻撃は弾くことならできるが、特定のスキルを習得すれば、タイミングよくステップして「見切る」ことで、狼が敵の突きを踏みつけて体幹をより多く削ることができる。
下段攻撃は弾くことも、ましてや忍具「仕込み傘」をもってしても防ぐことさえできないが、ジャンプでの回避がしやすい。空中からは頭を踏みつけて体幹を削ることができる。
掴み攻撃は掴む部分にしか攻撃判定がない代わりに、忍具「仕込み傘」でしか防ぐことができない。装備していない場合は移動、ジャンプ、ステップいずれかで回避が求められる。
上記の三種以外にも、巴流の雷など、敵によっては特有の危険攻撃を持つ。こうした攻撃は発動時に警告が出るが、「危」の一文字と効果音でしか表示されないため、相手がどの攻撃を繰り出し、どの方法で対処しなければいけないかをプレイヤーが直接、敵を観察して判断しなければならない。
回生・死亡
敵の攻撃などで死亡した場合、一定時間以内であれば竜胤の力である「回生」によってその場で蘇ることができる。蘇った後、非ボスの敵はその場から退避したり油断して背を向け、急襲ができる状態になったりなど、一時的に有利な状況になる事が多い。
ただし回生できる回数は一度に1回までで、忍殺または特定アイテムの使用前に再度死んでしまうと、蘇ることは出来ない。さらに回生にも残りストックの概念が存在し、鬼仏での休息（これは最低限の1回分のみ）や忍殺を多数成功させる他、特定のアイテムを使用することでのみ回復する。また、奈落への落下・超高所からの落下によって死亡した場合は回生できない。
回生が出来ない場合は最後に立ち寄った鬼仏（チェックポイント）に戻され、さらに高確率で蓄えていたスキル経験値と銭（所持金）の半分を「死亡喪失」する。そして死亡（回生した場合も含む）の回数が嵩むことで、特定アイテムを使用しない限り死亡喪失の発生率がさらに上昇するなどのデメリットも発生するようになる。そのため、勝てる見込みがない場合は探索やスキルの強化、アイテムの購入で準備を整えてから、改めて挑むことも求められる。
本作のディレクターを務めた宮崎英高によると、この回生システムは「死にすぎてゲームのリズムが崩れてしまうのを防ぐ」ための措置とされる。

## 主な登場人物
一部は強者として狼の前に立ちはだかる。声優はゲーム内エンドクレジットより出典。
狼
声 - 浪川大輔
主人公。御子に仕える壮年の忍。「御子の忍」とも呼ばれる。
冒頭で葦名弦一郎に御子と左腕を奪われ倒れた所を仏師に拾われ、左腕に「忍義手」と呼ばれる仕掛け義手を装着された。以降は「隻腕の狼」隻狼(SEKIRO)とも。
卓越した暗殺術と、敵へ一切の情けを抱かぬ冷酷さを併せ持つ。元々身寄りのない孤児であったが、戦場跡で物盗りをしていたところを梟に拾われ忍びとなる。
義父となった彼から叩き込まれた掟に縛られており、九郎への忠誠も、当初はそれに従ったまでの行動であった。終盤の選択によって狼と九郎のその後の結末が決まる。
常に眉間に皺を寄せた仏頂面で、感情表現は極めて乏しい。しかし、具合の悪い者を気遣ったり、大量の銭に僅かながら笑むなど決して無感情ではない。
九郎
声 - 佐藤美由希
「竜胤の御子」とも呼ばれる、狼の主人。葦名にて古くから続く異端の力「竜胤」を身に宿す一族の末裔だが、人の生を歪めてしまう竜胤を忌避しており、その血脈を終わらせるため「竜胤断ち(不死断ち)」の方法を探る。
親族がおらず、養子に迎えられた平田家も三年前に没したため天涯孤独の身である。唯一の臣となった狼を強く信頼しており、窮地に立たされた際でも彼の助けを信じ続ける。
中性的な外見の少年で、年少ながら芯があり聡明。菓子作りが得意。竜胤により不死の上、血を流すこともないが、終盤の選択によっては普通の人間となる場合や死に至る結末も存在する。
葦名一心
声 - 金尾哲夫
たった一代で葦名の国を興した「北国の雄」、また「剣聖」。
葦名一の剣の使い手として国の内外問わず恐れられており、内府軍にも一目置かれていた。
現在では病に伏せ、離れにて休養しているが、刺客の孤影衆を葬る程の力は残っており、狼が九郎を捨て、梟に付いた場合は相見えることとなる。九郎に付いた場合は終盤に急逝する。
弦一郎の凶行ぶりを案じており、自らが制すとも生前語っていたが、後にその弦一郎によって全盛期の肉体で黄泉帰る。死の際まで葦名を守らんと足掻いた孫の願いを受け、九郎を奪うべく狼に斬りかかる。
葦名弦一郎
声 - 津田健次郎
若くして葦名の将に就く強者。葦名流と巴流の使い手であり、背には翼と見紛う程の大弓を負う。剣術のみならず弓の技にも優れ、葦名の侍の間では弓の名手であると称えられている。
葦名一心の孫とされるが、実際は市井の出身。彼にとって葦名の国は己の全てであり、国を守るためならば、異端の力はおろか人間をやめる事をも厭わない。
竜胤の力を得るため九郎を幽閉し、奪還に参じた狼を一度退ける。その後、天守にて狼との一騎打ちに敗れるが、変若の澱を飲んでいたため生存。城下へ飛び降り姿を消す。
最終盤、内府の襲撃から逃れた九郎を襲い、駆け付けた狼と三度目の決戦に挑んだ。この際、黒の不死斬りで九郎を斬りつけたため刀に竜胤の血を纏わせており、敗死寸前に一心の黄泉帰りを成功させる。
荒れ寺の仏師
声 - 浦山迅
葦名城下の荒れ寺にて、ひたすら鬼仏を彫り続ける隻腕の老人。エマは時折猩々と呼ぶ（半兵衛は隻猩と呼ぶ）。
狼の義手は元々彼の物であったが、左腕を無くした狼が荒れ寺に流れ着いた際に譲っている。その後も義手忍具の追加や強化などで狼を助ける。
かつては飛び猿という名の忍であったが、修羅になりかけ、一心に左腕を落とされた。
しかし、修羅になりかけた業から怨嗟の積もる先となってしまい、仏師となり鬼仏を彫り続けても尚その因果を拭い切ることは叶わず、内府襲撃の折に怨嗟の鬼と化した。
エマ
声 - 伊藤静
何者かに仕える妙齢の女薬師。かつての戦場にて、忍であった頃の仏師に拾われ、その後道玄の弟子となる。傷癒瓢箪を強化してくれる他、竜咳患者の治療法を発案するなど、陰ながら狼と御子に助力する。振舞いこそ物静かなものの、狼にはその内に隠した剣気を見抜かれており、狼が九郎を捨て梟に付いた場合、一心と共に敵対する。
梟
声 - 土師孝也
狼の義父。名は薄井右近左衛門（修羅ルートの名乗りでは字幕は「薄井右近左」であるが、音声では「うすいうこんざえ…」まで発している）。
かつての戦の際、戯れに狼を拾い忍びとして育てた。「大忍び」と称される稀有な強者であり、決まった主を持たないはぐれ忍び。大柄だが酒には弱い。
三年前の平田屋敷襲撃にて死亡したと思われていたが、中盤にて九郎の前に突如姿を現し、助力を申し出る。しかし、その実は竜胤を手中に自身の真名を日本に轟かせる腹積りであり、九郎に見破られた後は狼へ協力を命ずる。
狼にこの命を拒否された場合は騙し討ちからの決闘を仕掛け、敗北することになる。従えた場合でも修羅と化した狼に貫かれ、いずれに於いても死亡する。
実は平田の襲撃を謀ったのは彼であり、この際には孤影衆らと手を組んでいた。
襲撃当時に「常桜の花」を持ち出していたため、これを求め三年の時空を超えて来た狼と相見える。忍び名の通り梟のまぼろしを用いた術で狼を迎え撃つも、敗北する。最期は息子に敗れることに悦びを感じつつ散った。
まぼろしお蝶
声 - 宮寺智子
「薄井の森」で鍛錬を積んだという、幻術を扱う老練の女忍者。長大な刃を持つクナイを得物とし、蝶々のまぼろしを纏わせ、これらを投げ撃つことを得意とする。梟や一心とは旧知の間柄であり、かつては狼の忍術の師範でもあった。
3年前の平田屋敷襲撃の際にも暗躍していたようだが、梟や孤影衆との関係は明示されていない。幻術とクナイの技で、九郎を守ろうとした野上伊之助に重傷を負わせ、その母をも恐慌状態に陥らせた。その後、隠し仏殿にて九郎に幻術を掛け操ろうとしたが狼の妨害にあい、彼に襲い掛かる。
変若の御子
声 - 清水理沙
変若水（おちみず）による「偽りの竜胤」を身に宿した神秘的な少女。「変若の御子」は仙峯寺の僧たちにより人為的に作られた存在であるが、生き残ることができたのは彼女一人である。数多の犠牲の果てに成った力を憂い、竜胤の力に魅入られた仙峯寺の僧たちを憎むと同時に、竜胤が人の在り方を歪めてしまうことに心を痛めている。
掌からお米を湧かせる他、仏画を通じて離れた場所の人物に話しかけるなどの不思議な能力を持つ。
九郎の境遇を案じており、「竜の帰郷」を選択した場合は自ら竜胤の御子を宿す揺り籠となることを申し出る。
死なず半兵衛
声 - 塾一久
「蟲憑き」と呼ばれる不死の呪いを身に受けた侍。流れ着いた荒れ寺で狼と出会い、忍びの刃ならばと果し合いを挑み敗死。ところが敢えなく蘇った後は、不死という自身の特性を活かし、狼の修練相手を申し出る。
狼に幾度となく斬殺されようが、むしろその腕前を賞賛するなどあっけらかんと振る舞う。その実、内心では真に死ねる時が来ることを願っている。
『SEKIRO 外伝　死なず半兵衛』では主人公を務める。その冒頭にて、かつて田村主膳に仕えていたこと、葦名との戦で田村もろとも一心に斬られたことが語られており、面を外した素顔も描かれた。
物売りの穴山
葦名城下、虎口階段下の門前で商いをしている男。
もとは3年前の平田屋敷襲撃に加担した賊の一人だったが後に商売を始め、銭と引き換えに狼へ情報を教える。
情報屋の藤岡
元供養衆を名乗る男。葦名城で侍から隠れていたところを狼に救われ、その後は荒れ寺で商いを行う。
葦名の情勢に明るく、さっぱりとした性格。
黒笠のムジナ
矮小な体と大きな笠が特徴的な忍び、「乱破（らっぱ）衆」の長であった男。息子が病死して以降、任務に空しさを覚えるようになり、乱破衆から逃亡。抜け忍として追われる身となっている。
野上伊之助
平田家にて守役を務める青年。3年前の襲撃の折にまぼろしお蝶に敗北。重傷を負うが、母と共に辛くも生還した。
野上伊之助の母
平田屋敷襲撃から生還できた数少ない人物の一人。襲撃の際にまぼろしお蝶の幻術を見てしまい、それから精神に異常をきたしてしまっている。狼の失われた記憶を呼び覚ますためのキーアイテム「若様の守り鈴」を持っている。
野上玄斎
平田家の守役。3年前、平田屋敷前に陣取る野盗を突破すべく、狼に助太刀を申し出る。
供養衆
死者たちの供養のため、葦名の各地で銭集めを行っている者たち。魑魅魍魎がはびこる危地でも平然と居座っており、狼ですら彼らに出会うたびに呆れた言葉を漏らす。
壺の貴人
大壺に潜り、異様に痩せ細った片手のみを露わにした奇人。二者存在し、どちらも宝鯉という魚の鱗を集めており、互いに敵対している。
宝鯉の鱗と引き換えで、貴重なアイテムを販売する。
道玄
エマの師であった稀代の薬師。竜咳の治療を研究していた他、絡繰技巧にも精通しており、義手及び義手忍具は彼の発明である。
道順
かつて道玄の弟子であった施術師。エマは彼が道玄の変若水研究を持ち出したと考えており、実際に捨て牢にて人体実験を行っていた。
通りすがった狼に被験者を連れてくるよう要求するが、最後は自らも赤目と化す。
道策
道順の「師」であり、葦名防衛の切り札として変若水による人体実験を推進したらしき薬師。道順以外の弟子たちに去られ、その弟子たちが道玄に師事したことから道玄を苦々しく思っていた。
人体実験を行うことへの罪の意識に苛まれ、精神分裂を起こした道順の別人格として登場する。
川蝉
仏師がまだ忍びであった頃、共に落ち谷で修行に励んでいた女性。
指笛の名手だったが、後に仏師と離別した。
田村主膳
オープニングムービーにて葦名一心に討ち取られた武将。彼の十文字槍は鬼庭刑部へと渡った。
鬼庭形部雅孝
声 - 高口公介
葦名本城へと通じる大手門の門番。かつては有名な賊であったが一心に敗れ、彼の強さに惚れ込み葦名の侍となる。形部の握る十文字槍は元は田村のものであり、田村を討った一心から下賜される形で形部の手に渡った。彼の先代の槍「一本角」は国盗り戦の際に折れているが、一心曰く「見事な折れぶり」であったという。
その後、葦名の国盗り戦にて活躍し、弦一郎の傅役（教育係の意）まで上り詰めた。
なお、彼の愛馬“鬼鹿毛”は、武田信虎の愛馬と同名である。名馬一覧#戦国時代・江戸時代参照。
丈（たける）
先代の竜胤の御子。本編が始まった時点ですでに故人であり、枯れた常桜の根本に、従者の巴とともに葬られている。
九郎と同様に竜胤断ちを望み、その方法に辿り着いたという。彼の遺した書を手掛かりに、九郎と狼は不死断ちを進めることになる。
巴（ともえ）
かつて葦名の国に渡来し、丈に仕えていた女性。すでに故人であり、丈とともに常桜の根本に埋葬されている。
舞うが如く斬り、雷をも操る異端の剣術の使い手。のちに「巴流」として体系化されたそれは、弦一郎によって振るわれる事になる。

## 主な敵

### 類稀なる強者
屏風の猿たち
幻廊を守護する猿たち。変若の御子の友でもある。
正体は、幻廊を揺蕩う死んだ変若の御子たちの魂が屏風に描かれた猿たちに宿ったもの。
見る猿、聞く猿、言う猿、見え猿の４匹がおり、すべてを捕らえて倒すことが勝利条件となる。
見る猿
紫色の着物を着た猿。目が良く、遠距離でも狼のことを発見することができる。
聞く猿
緑色の着物を着た猿。耳が良く、かすかな物音（狼がしゃがんで移動する音も含む）でも気づかれる。
言う猿
橙色の着物を着た猿。狼を発見すると騒ぎ立ててほかの猿たちに知らせる。また、猿の霊体（怖気属性持ち）を
召喚して狼に差し向けてくる。
見え猿
尼僧の格好をした猿。透明で姿を見ることができない。足跡を頼りに発見する必要がある。
獅子猿
蟲憑きの大猿。首に巨大な刀が刺さっている。
嘗ては、つがい（雌猿）と共にねぐらで暮らしていたが、己にのみ蟲が憑き不死となったことでつがいに先立たれてしまった。
それ以降は菩薩谷でつがいに供えるための「馨し水蓮」を大切に育て、守っていた。
破戒僧（八百比丘尼）
蟲憑きの尼僧。常人離れした巨躯を誇る。
源の宮の門守。最初は、源の宮へ通じる水生村の「輿入れの岩戸」前に幻影として現われ、後に源の宮・淤加美門の橋上で本体と相まみえることになる。
源の宮を永く守るために蟲憑きとなった。
桜竜
竜胤の力の源である神なる竜。源の宮の仙郷にいる。
嘗て、故郷の西より流れ着いて日本に至った。葦名の一際古い土地の土や岩、染み渡った水が根付いた理由であったというが、同時に小さな神々が姿を消したという。
竜胤の力を断つには、不死斬り「拝涙」でしか得られない「桜竜の涙」が必要となり、狼や九郎はこれを求めることになる。

### 中ボス

#### 葦名城
侍大将
葦名の武人のなかでも特に剣の才に秀でた者達。
河原田直盛
山内典膳
松本内蔵佑
葦名七本槍
葦名の武人のなかでも一心に最も信頼されていた者達。
一心より槍を授かり、国盗り戦の要とされていたが、今は僅かしか残っていない。
山内式部利勝
鬼庭主馬雅次
赤鬼
首枷をした赤目の大男。最初は手枷をかけられているが、狼を見つけるとそれを破壊して襲いかかってくる。
長く捨て牢に囚われ、そこでの実験で生み出された存在。その暴れ狂いようから葦名兵からも危険視されている。
火牛
頭に燃えた藁を付けた大牛。戦闘が始まると敵味方問わず攻撃し、暴れ回る。
先の大戦で多くの侍や兵を失った葦名が、なりふり構わず編み出した兵器だが、制御不可能の失敗作となった。
佐瀬甚助
葦名流の達人。葦名城 本城 葦名流伝場に座している。
葦名十文字（居合い斬り）を得意とする。
水生氏成
葦名流の達人。内府軍襲来時に一心が療養する部屋の下の道場に座している。内府軍を退けるために赤目と化した。
葦名十文字（居合い斬り）を得意とする。
孤影衆
名を持つ者もいるが、多くは秘技の名で呼称される。
太刀足
孤影衆の一人。
平田屋敷襲撃事件の後、葦名城の井戸底で腑抜け状態になっていた狼を一目見ようと訪れていた。
忌み手
孤影衆の一人。毒手の使い手。
孤影衆襲来時、葦名流伝場に佇んでいる。
槍足の正長
孤影衆の一人。
孤影衆襲来時、白蛇の社で天狗（一心）に討たれた仲間の正就を弔っていた。狼を見つけると正就の仇と勘違いして襲いかかってくる。
平田屋敷襲撃事件にも関わっており、このときは忍犬を差し向けてくる。
赤備えの重吉
赤備えの白髪の巨漢。鎧を着込んでいる。
内府軍襲来時、内府軍本陣に身構えており、赤備えらしく火を太刀に纏わせたり、吹いたりする。

#### 金剛山 仙峯寺
甲冑武者
甲冑を纏い、大剣を振るう大男。
遙か南蛮の出身。息子のロバートの病を治すべく、不死を求め日本にやってきた。刀を千本集めることで変若の恵みを賜る約束をしていた。
長手の百足 仙雲
百足衆の長、長手の一人。

#### 落ち谷
蛇の目 シラフジ
落ち谷衆を取り仕切る石火矢使いの女衆、蛇の目の一人。
長手の百足 ジラフ
百足衆の長、長手の一人。

#### 葦名の底
蛇の目 シラハギ
落ち谷衆を取り仕切る石火矢使いの女衆、蛇の目の一人。
こちらはシラフジと異なり、高い毒耐性を持つ。
牛飲の徳次郎
隠し森のはずれで、猿達と屯する巨漢。
うわばみの重蔵と攻撃パターンは同じだが、攻撃力が格段に上がっている。
霧ごもりの貴人
葦名の底「隠し森」奥の屋敷にこもる、宮の貴族。
隠し森を霧で覆い狼に野盗の幻影を見せていた。撃破すると霧が晴れ、野盗の幻影が消え、さらに屋敷が廃墟であったことが露わとなる。
水生のお凜
水生村の水車小屋の先の広場ですすり泣きながら三味線を弾く女。実は怨霊で、作佐という男の帰りを待っている。
彼女に話しかけると、作佐の居場所について問われるが、どんな解答をしても必ず敵対して戦闘になる（無視しても戦闘になる）。
正体は、隈野陣左衛門の母親であり、彼が魅入られていた三味線の調べを奏でていた人物。作佐とは彼女の夫のことであり、撃破すると「作佐様の代わりにあの子を寄越してくれた」と発言し、さらに陣左衛門は「子守唄を歌って、頭を撫でてくれた」と言い残している。

#### 源の宮
宮の桜牛
頭に桜色の炎が燃える大木を付けた白い大牛。
罪のない獣に、人の業を背負わせた結果、生まれた存在であることが示唆されている。
淤加美の長 静
淤加美一族の長。源の宮の湖の奥の大桜にいる。
狼が湖に潜ろうとすると、雷を纏わせた毬を的確に飛ばしてくる。そのため、源の宮の湖に潜るためには撃破が必須となる。
ぬしの色鯉
源の宮の湖を住処とする、長寿かつ巨大な鯉。
最初は狼を見つけると襲いかかってくるが、餌やり場で、「貴い餌」を与えると敵対しなくなる。
壺の貴人、春長と維盛は自分が「ぬし」となるため殺害を試みており、彼らから貰える「まこと貴い餌」を与えると死亡する。

#### 平田屋敷（本編より３年前）
弥山院圓真
忍び狩りの弥山院出身の僧兵。槍を得物とする。
うわばみの重蔵
孤影衆と手を組み、竜泉川端の平田屋敷を襲撃した野盗を率いていた巨漢。
かつてはある大大名に仕えていた相撲取りだったが、酒に溺れたせいで放逐され、のちに野盗にまで落ちた。

#### その他
首無し
葦名の各地に出現する怨霊。首の無い水死体のような姿をしている。
正体は、かつて葦名を護るためにその道を踏み外した勇者のなれの果ての姿。護国に狂った末、乱を企てたためその首を刎ねられ、その身は堀に沈んだ。荒魂を鎮めるための首塚はあるが、長いこと訪れる者はいないという。
七面武者
葦名の各地に出現する怨霊。いくつもの顔を持っている。
正体について、捨て牢の供養塔に「葦名衆の荒ぶる御霊　ここに鎮める」とあるのみで、このほかは一切不明。
ぬしの白蛇
葦名の土地神。白い大蛇。作中では二体登場する。
落ち谷衆に崇拝されており、輿入れと称して生け贄を捧げられたり、白蛇の社で祀られたりしている。
竜の帰郷を果たすためには変若の御子にぬしの心臓である「生の蛇柿」と「乾き蛇柿」を食べさせる必要がある。

### その他
太郎兵
怪力の巨漢。その一方、子供っぽい言動が多い。
葦名の太郎兵は柿を沢山食べて育ち、ゆえに柿の食べ頃を心得ているという。
寄鷹衆
一心お抱えの忍び集団。葦名の城の屋根上を守り、外敵に睨みを効かせている。また、葦名の城の屋根上に薄桃色の狼煙を置いており、彼らはこれを目印とする。
大手裏剣を得物とした寄鷹斬りを得意とする。その一方で
葦名の城の屋根に忍凧を張って、敵を見つけると飛び降り突撃（まれに自爆）して来る者もいる。
求道者
仙峯寺で不死を探求する僧。侵入者は容赦なく排除する。
拳術、棒術、念術を使う者がいる。
らっぱ衆
仙峯寺の裏の仕事を担う忍び。小柄な身体と傘が特徴。
元は仙峯寺を護るための存在だったが、今では不死の探求の手足と化している。
黒傘のムジナを長としていたが、彼が逃亡したため、その行方を追っており、葦名城にも潜入している。
百足衆
全身に爪を模した金具を付けた包帯姿の者達。四足歩行をするほか、天井や壁などに張り付いくことができる。
百足衆の長は「長手」と呼称され、鉤爪を持っている。
彼らは「星」を探し求めており、「星」を見出せばそれに仕え、時には名すら変えるという。
落ち谷衆
落ち谷の鉄砲砦を拠点とする集団。皆目が良く、外敵だと見做せばすぐさま撃ち殺す。
落ち谷衆を取り仕切っているのが「蛇の目」と呼称される石火矢使いの女達で、彼女らは淤加美一族の末裔とされ、遥か彼方を容易く射抜く稀な目を持っている。
また、ぬしの白蛇を崇拝しており、輿入れと称して生贄を捧げたり、白蛇の社を建てて「乾き蛇柿」を御神体として祀ったりしている。
孤影衆
内府が信頼する忍び集団。織部正綱を長とし、その子は17人いるという。各々が毒手や忍犬など、得意とする秘技を持つ。
赤備え
内府の軍兵。孤影衆と共に葦名に侵攻した。強大な軍事力の所以は、内府が秘匿する南蛮由来の知識で作られた雷汞という火薬の元となる煙硝であるという。葦名の赤目に備えて火で攻め寄せ、城中を焼いた。
宮の貴族
源の宮に住む軟体動物のような異形。横笛を吹いている。
源の宮の御神水（京の水）を飲んだ者のなれの果ての姿。永遠を得られる代わりに、老いるばかりで若い精気に渇いている。狼を発見すると横笛で精気を吸い取ってくる。
淤加美一族
源の宮に住む女武者達。青白い肌、異様に長い首が特徴。
宮の貴族達を護衛する者、酒を飲み蹴鞠に興じている者、竜に向けて舞を捧げている者などがいる。
淤加美の古文書には、嘗て狼と同様に源の香気を集めて、源の宮の仙郷に至ったこと、さらに葦名流伝場に掛かった
古戦の掛け軸には、嘗て葦名の地に「雷を操るあやかし」として襲来したことが記されている。
刀使い、薙刀使い、弓使い、蹴鞠使いがおり、皆目が良く離れていても発見される。中には雷を操る者もおり、宙を舞うような独特な剣技が特徴。しかし、青錆の毒に弱く、これは淤加美一族の末裔である蛇の目にも言える。
谷猿
葦名の国各地に出現する猿。
基本は素手で襲いかかってくるが、なかには刀や火縄銃で武装している猿もいる。
谷猿の群れを束ねるのが「老い猿（白い猿）」で、二刀流で桁違いの強さを持つ。
宝鯉
各地の水中にいる鯉。人食い鯉と一緒にいる場合もある。
狼を見つけると一目散に逃げ、すこし経つと消えてしまう（倒していない場合、鬼仏で休息すると再び出現する）。
宝鯉の鱗は、壺の貴人が「ぬし」となるために欲しているものであり、彼らに鱗を渡すと物々交換してくれる。
水生村の池には「ぬし」になり損なった赤目の鯉がおり、この鯉の赤目玉を道順が変若水の施術で欲している。

## 時代・舞台設定
日本の戦国時代に和風のファンタジー要素を加えた、葦名の国という架空の地方を舞台としている。変若水や八百比丘尼、三猿など、日本に古くから残る伝承がモチーフとなっている要素も数多く見受けられる。

### 用語
竜胤
いつからか故郷を離れ、日本に流れ着いたとされる死なずの力。本来あるべきでない土地に在るため、人の生を歪めてしまうのだとされる。
竜胤を断つには「桜竜の涙」が必要とされ、この竜もかつて西方より流れ着いたとされる存在である。
不死の契り
竜胤の御子が持つ血を分け与え、死なずの従者とすること。九郎と狼の関係。
回生
不死の契りを結んだ従者に与えられる、死から一度のみ蘇生させる力。
忍殺を決めるか鬼仏で休息するなどすれば補充され、再度発動できる。また、竜胤の御子が死ぬと零すという「桜雫」があれば回数を増すことができる。
竜咳
回生の発動数には上限があるが、例えそれが尽きて死しても不死の契りを結んだ者はいずれ蘇生する。
作中のエマの言によると、蘇生の際に生きるための力を他者（ゲーム内では狼と接した者）から奪っており、その者の血が淀むことで発症するとされる。
罹患するとひどい咳と吐血に襲われ、治療には竜胤の御子から稀に零れる「竜胤の雫」を、エマ特製の御守りと共に鬼仏へ捧げる他ない。
輿入れの儀
桜竜が棲むとされる仙郷へ向かう方法。辿り着くには馨し水蓮・お宿り石・常桜の香木・竜胤の血を揃え、源の香気を纏った上で水生村の岩戸の神輿へ入らなければならない。
不死断ち（竜胤断ち）
竜胤の力を断つための儀であるが、結果として御子自身の命をも奪う。桜竜の涙のみを九郎に飲ませることで達成されるという。
人返り
御子を生存させたまま、竜胤の力のみを断つ儀。桜竜の涙と「常桜の花」を飲ませることで達成される。
ただし、九郎と不死の契りを結んだ狼に宿る竜胤の血も、その命ごと断たねばならない。
竜の帰郷
竜胤を本来あるべき故郷に帰し、その歪みを正す方法。
白蛇の心臓を2つ食らう揺籃の儀により揺り籠となった変若の御子が零した「氷涙」を、桜竜の涙と共に九郎へ飲ませることで、竜胤ごと変若の御子に宿らせる。その後、西方の故郷を目指す。
九郎は身体を失うものの、その心は変若の御子の中で生き続ける。
不死斬り
死なずをも殺すことができる刀。九郎から竜胤の血を流させるため、狼が探し求める。作中では、赤の不死斬りである「拝涙」と黒の不死斬りである「開門」が登場する。
拝涙（赤の不死斬り）
「拝涙」の銘を持つ、朱鞘の一振り。仙峯寺の最奧、奥の院にて秘匿されていた。二つ名の通り、桜竜から「拝涙」を行う役割を持つ。
鞘から抜いた者の命を一度奪うため、回生の力を持つ者にしか扱うことができない。
開門（黒の不死斬り）
「開門」の銘を持つ、黒鞘の一振りで、拝涙と対をなす存在。竜胤の血を供物に黄泉への門を開き、死者を全盛期の姿で蘇らせる。
エンディングによっては最終盤で弦一郎が振るい、剣聖時代の一心を黄泉帰らせる。
守り鈴
仏の加護が持ち主を守るという鈴。平田屋敷は三年前に滅んだが、これを仏に供えれば過去の平田へ移動することができる。
変若水
源の水が濃く溜まったものとされる他、竜胤がその源だとされる。また、より濃いものは「変若の澱」と呼ばれる。
仙峯寺はこれを用い変若の御子を作り出した。葦名でも秘策として実験が行われ、赤目を生み出す。飲めば強靭な肉体を手に入れることができるが、多くの場合、理性を失い凶暴化する。
赤目
捨て牢の実験により生み出された異端の存在。赤く発光する目が特徴で、これに成れば並外れた身体能力を得られるが、概して正気を失い火を極度に恐れるようになる。
蟲憑き
何らかの発生源から体内に侵入した蟲（作中では巨大な百足）により、不死となった状態。
死なず半兵衛や仙峯寺の一部の僧の他、猿などにも憑く。
修羅
ただひたすらに斬り続けた末、やがてその悦びにのみ心を囚われた者。
怨嗟
戦場で炎のように渦巻き、やがて修羅に降り積もるという。仏師は怨嗟の炎に焼かれた末に鬼となったとされる。
内府
葦名平定を狙う、日本の中央勢力。お抱えの隠密集団、孤影衆に葦名城や一心を偵察させている他、終盤には赤備えの軍が葦名侵攻の火蓋を切る。

### 地名
葦名の国
鬱蒼とした森林と雪深い峠に囲まれた、北方の国。広大で、その大部分が険しい山岳地帯であり、尋常の手段では辿り着けない土地や秘境が点在する。
実在しない架空の土地であるため、具体的な場所や地理などは明言されていないが、設定としては「中央ではないどこかの地方で、標高が高く寒い国」というイメージで製作されている。
荒れ寺
城下と断崖で隔てられた廃寺。壁には御札が貼られ、内は仏師が彫った鬼仏が山積している。弦一郎に敗れた狼が目を覚ました場所であり、仏師の他にもエマ、死なず半兵衛らが集う拠点。
はなれの社には在所のないものが流れ着くという。
葦名城
葦名の国の拠点である山城。大きく城下と本城で構成されており、大手門がその関所を担う。
今では随所に戦の傷跡が残り、虎口から掛かる橋も取り壊されている。
御子の間
天守の最上階下にある居間。「源の香」を焚くための香炉や書棚があり、狼と九郎の拠点となる。
竜泉川端
葦名城下の北西に位置する。屋敷通りから続く竹林坂を抜けて川を渡れば、かつて九郎を養子に迎え入れた庶家、平田屋敷に辿り着く。
本編の3年前、竜胤を狙った野盗の襲撃により火が放たれ、極僅かな生存者を残し壊滅した。
捨て牢
城のはずれから通じる、暗く不潔な地下牢。
変若水を用いて赤目を生む実験が秘密裏に行われており、その失敗作が徘徊している。
金剛山
葦名城の北東にそびえる、紅葉溢れる山々。
かつての修験道は破壊され、仙峯寺の僧や百足衆により危険な地と化した。
仙峯寺
金剛山の中腹を丸ごと境内に収める広大な寺。
かつての僧達は今や不死の探求にのみ没頭しており、魔除けの体操を殺人術に変え、侵入者を排除している。
落ち谷
葦名の谷川を挟む雪深い峡谷。落ち谷衆により要塞化された洞窟を挟んで、菩薩谷へ下ることができる。
菩薩谷
峡谷の底であり、いたるところに巨大な仏像が存在する。源の水が最も濃く溜まる水場に通じる。
葦名の底
地下の身投げ場から更に下った先にある広々とした洞窟。
毒水が溜まった空間が落ち谷衆の集落になっているほか、獅子猿のねぐらにも通じる。
隠し森
深い霧に覆われた森。かつては寺が置かれていたが、霧ごもりの貴人が住み着いた後は亡霊たちが徘徊するようになり、水生村への道も隠蔽された。
水生村
源の宮を源流とする、源の水が流れる川沿いに拓かれた村。村人たちは神主が配った酒により渇き、川や池から源の水を飲み続けた末に生ける屍と化している。また、川底には夥しい数の死体が突き刺さっている。
源の宮
葦名城から東の高地にある秘境。桜の舞う湖畔に屋敷や花見舞台が並び、平安時代の公家文化の様式が色濃く残る一見すれば雅な地。
更に登った神域には源の水の源泉があり、小さな洞窟にある祠で祈れば仙郷へ辿り着く。

## 評価

### ゲームの評価
レビュー集積サイトであるMetacriticによると、Xbox版の91/100を最高としつつ、PS4版も90、PC版は88と、当サイトにおける「絶賛」あるいは「概ね好評」の評を得ている。

### 受賞歴
全米「The Game Awards 2019」にて、当年発売された世界中のゲームで最も優れた作品に贈られる「Game of the Year（ゲーム・オブ・ザ・イヤー）」を受賞している。
その他、「日本ゲーム大賞」「PlayStation Awards」など、国内外問わず様々なゲームアワードにおいて受賞およびノミネートを受けている。 
| 年   | 式典                                      | 受賞部門                              | 結果       | 出典          |
| ---- | ----------------------------------------- | ------------------------------------- | ---------- | ------------- |
| 2018 | 日本ゲーム大賞2018                        | フューチャー部門                      | 受賞       | [ 29 ]        |
| 2018 | gamescom award 2018                       | Best of gamescom                      | 受賞       | [ 30 ]        |
| 2018 | Game Critics Awards Best of E3 2018       | Best of Show                          | ノミネート | [ 31 ]        |
| 2018 | Game Critics Awards Best of E3 2018       | Best Original Game                    | ノミネート | [ 31 ]        |
| 2018 | Game Critics Awards Best of E3 2018       | Best Console Game                     | ノミネート | [ 31 ]        |
| 2018 | Game Critics Awards Best of E3 2018       | Best Action/Adventure                 | ノミネート | [ 31 ]        |
| 2019 | 日本ゲーム大賞2019                        | 年間作品部門・優秀賞                  | 受賞       | [ 32 ]        |
| 2019 | The Game Awards 2019                      | ゲーム・オブ・ザ・イヤー              | 受賞       | [ 28 ] [ 33 ] |
| 2019 | The Game Awards 2019                      | ベストゲームディレクション            | ノミネート | [ 28 ] [ 33 ] |
| 2019 | The Game Awards 2019                      | ベストアートディレクション            | ノミネート | [ 28 ] [ 33 ] |
| 2019 | The Game Awards 2019                      | ベストオーディオデザイン              | ノミネート | [ 28 ] [ 33 ] |
| 2019 | The Game Awards 2019                      | ベストアクション/アドベンチャーゲーム | 受賞       | [ 28 ] [ 33 ] |
| 2019 | PlayStation Awards 2019                   | Gold Prize                            | 受賞       | [ 34 ]        |
| 2019 | Steamアワード2019                         | ゲームオブザイヤー賞                  | 受賞       | [ 35 ]        |
| 2020 | 20th Annual Game Developers Choice Awards | GAME OF THE YEAR（年間最優秀ゲーム）  | ノミネート | [ 36 ]        |
| 2020 | 20th Annual Game Developers Choice Awards | BEST DESIGN（ゲームデザイン賞）       | ノミネート | [ 36 ]        |
| 2020 | 20th Annual Game Developers Choice Awards | BEST VISUAL ART（美術賞）             | ノミネート | [ 36 ]        |
| 2020 | 第23回 文化庁メディア芸術祭               | エンターテインメント部門 優秀賞       | 受賞       | [ 37 ]        |
| 2020 | SXSWゲーム賞                              | ビデオゲーム・オブ・ザ・イヤー        | 受賞       | [ 38 ]        |
| 2020 | SXSWゲーム賞                              | ゲームプレイ部門                      | ノミネート | [ 38 ]        |
| 2020 | SXSWゲーム賞                              | 技術功績部門                          | ノミネート | [ 38 ]        |
| 2020 | SXSWゲーム賞                              | ビジュアル功績部門                    | 受賞       | [ 38 ]        |

### ゲームの売上
発売10日で200万本を売り上げ、DARK SOULSシリーズ、Bloodborneを超える勢いに達した。特に海外ロイヤリティ収入において好調を記録しており、2023年9月時点では累計販売本数1000万本（ダウンロード版含む）を突破している。

## メディアミックス

### 漫画
SEKIRO 外伝　死なず半兵衛
KADOKAWAのwebコミック配信サイト「Comic Walker」にて2019年4月26日に発表され、2019年5月27日から12月27まで連載していた漫画作品。全1巻（8話）。
作画・構成は山本晋、監修はフロム・ソフトウェア。
本編の登場人物である「死なず半兵衛」が主人公のスピンオフ作品で「剣聖」葦名一心による国盗り戦の際に、その身を斬られながらも蘇った不死の侍・死なず半兵衛の過去や戦いが描かれる。物語としてはゲーム本編の前日譚にあたり、半兵衛が荒れ寺を訪れた後、狼と出会う場面で幕を閉じる。

#### 登場人物 (漫画)
死なず半兵衛
「不死（死なず）」「蟲憑き」とも呼ばれる老年の侍。本名は無く、作中で「半分に斬られても死なぬ半兵衛」と田村主膳に名付けられる描写がある。
正吉
葦名の山間にある村に住む青年。村に現れた半兵衛と交流を持つ。
鈴
正吉の姉。未亡人。
高峯比良近
二百年近く続く「高峯家」領主で葦名衆の一人。かつては「槍の高峯」の異名を持つ猛将だったが、国盗り戦の際の半兵衛との戦いで負傷し、没落する。
高峯虎道正嗣
高峯比良近の息子。「葦名流・一文字二連」の使い手である熟練の剣士。
田村主膳
武将。若き日の名もなき半兵衛を斬った際に「死なず」の存在を知り、彼を自身の部下に引き入れる。後に葦名一心に敗れ、戦死する。

### アニメ
『SEKIRO: NO DEFEAT』のタイトルでアニメ化予定。全編手描き作画による2Dアニメーション作品となる。

#### スタッフ (アニメ)
- 原作 - SEKIRO: SHADOWS DIE TWICE（株式会社フロム・ソフトウェア）[41]
- 監督 - 沓名健一[41]
- 脚本 - 佐藤卓哉[41]
- キャラクターデザイン - 岸田隆宏
- 副監督 - 福井俊介[41]
- 総作画監督 - 茂木海渡[41]
- アクション作画監督 - 向田隆[41]
- 美術監督 - 金子雄司[41]
- 色彩設計 - 佐々木梓[41]
- 撮影監督 - 野澤圭輔[41]
- 編集 - 村上義典[41]
- 音響監督 - 名倉靖[41]
- 音楽 - 蓮沼執太[41]
- プロデュース - ARCH[41]
- アニメーション制作 - Qzil.la[41]

## 関連商品
SEKIRO：SHADOWS DIE TWICE Official Artworks
KADOKAWA発行、電撃ゲーム書籍編集部制作により2019年8月2日に発売された、本作の公式設定画集。全304ページ。
作中に登場するキャラクターやマップ、道具のイラストや、イメージボード、コンセプトアートなどの資料が収録されている。